# Нордкап

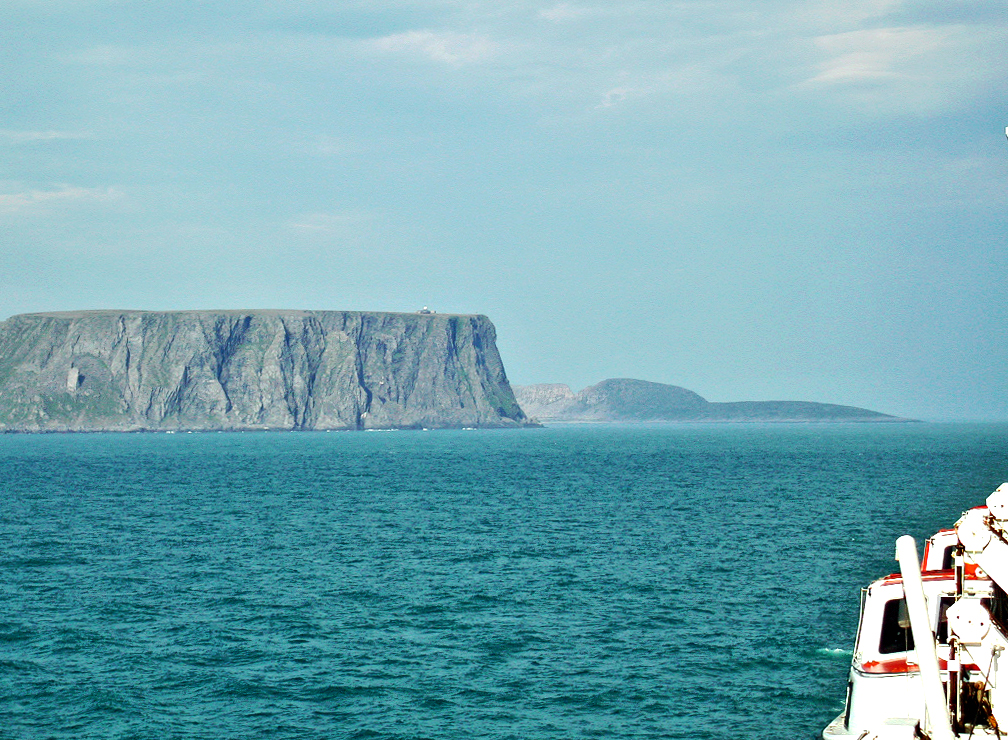
Нордкап

Нордкап (норв. Nordkapp; півн.-саам. Davvenjárga) — мис на північному узбережжі острова Магероя Північній Норвегії. Мис знаходиться в комуні (муніципалітеті) Нордкап, району (фюльке) Фіннмарк, Норвегія. Шосе європейський маршрут E69 закінчується біля Нордкапу, адже ця пам'ятка природи популярна у туристів. На мисі є високі скелі з великим і плоским плато, на вершині якого відвідувачі можуть спостерігати полярний день (період, коли сонце не заходить більш як добу) та види Баренцового моря (на півночі).
Мис є межею Норвезького та Баренцового моря.

## Географія
Мис Нордкап розташований 71°10′21″ пн. ш. 25°47′04″ сх. д. / 71.17250° пн. ш. 25.78444° сх. д. за 2022,3 км від Північного полюса. Нордкапп часто неточно називають найпівнічнішою точкою Європи. Однак сусідній мис Кнівшелльодден насправді розташований на 1450 м далі на північ. Крім того, обидві ці точки розташовані на острові (Магероя), хоч Нордкап і сполучений дорогою з материком. Найпівнічніша точка материкової Європи розташована на мисі Нордкін, який лежить за 5,7 км південніше та за 70 км східніше. Найпівнічніша точка Європи, включно з островами, лежить за сотні кілометрів на північ, або на російській землі Франца-Йосифа, або в архіпелазі Свалбард Норвегія, залежно від того, чи вважати Землю Франца-Йосифа в Європі чи в Азії.